# 535 Madison Avenue
535 Madison Avenue alternativt Dillon, Read & Company Building är en skyskrapa som ligger på adressen 535 Madison Avenue på Manhattan i New York, New York i USA. Byggnaden uppfördes 1982 som en kontorsfastighet. Den är 141,43 meter hög och har 36 våningar.
Ett urval av de företag som är eller varit hyresgäster i skyskrapan är Aquiline Capital Partners, Aurelius Capital Management, Bain Capital, China Merchants Bank, Garda Capital Partners, Melvin Capital, Monarch Capital, Nordic Capital, Vici Properties, Walker & Dunlop och Wells Fargo Advisors.